# دليلة محمد
دليلة محمد (بالإنجليزية: Dalilah Muhammad)‏ (من مواليد 7 فبراير 1990) هي عداءة أمريكية مُتخصصة في سباقات 400 متر حواجز.

## روابط خارجية
- دليلة محمد على موقع الاتحاد الدولي لألعاب القوى (الإنجليزية)
- دليلة محمد على موقع الاتحاد الأمريكي لسباقات المضمار والميدان (الإنجليزية)
- دليلة محمد على موقع الاتحاد الأمريكي لسباقات المضمار والميدان (الإنجليزية)
- دليلة محمد على موقع الدوري الماسي (الإنجليزية)
- دليلة محمد على موقع TFRRS.org (الإنجليزية)
- دليلة محمد على موقع اللجنة الأولمبية الدولية (الإنجليزية)
- دليلة محمد على موقع أوليمبيديا (الإنجليزية)
- دليلة محمد على موقع اللجنة الأولمبية والبارالمبية الأمريكية (الإنجليزية)